# Бад Тьолц-Волфратсхаузен
Бад Тьолц-Волфратсхаузен е окръг в Горна Бавария, Бавария, Германия.
Площта му е 1 110.67 km². Населението му към 31 декември 2022 г. е 129 511 жители.